# Kysak (hrad)
Kysak (též Drienov) je zaniklý hrad asi jeden kilometr západně od Kysaku v okrese Košice-okolí na Slovensku. Jeho pozůstatky se nachází na vrcholu vrchu Hrad v geomorfologickém celku Čierna hora.

## Historie
Hrad založili příslušníci drienovské větve rodu Aba. Podle listin z let 1335–1337 se hrad nazýval Drienov a název Kysak byl zvolen později, aby sídlo odlišil od nížinného hradu přímo v Drienově. Je ovšem možné, že název Drienov se vztahoval k Obišovskému hradu. V roce 1439 byl hrad označen jako Kuní kámen (maďarsky Nyestkö). Zanikl nejpozději po roce 1470, kdy vymřela drienovská větev Abovců.

## Stavební podoba

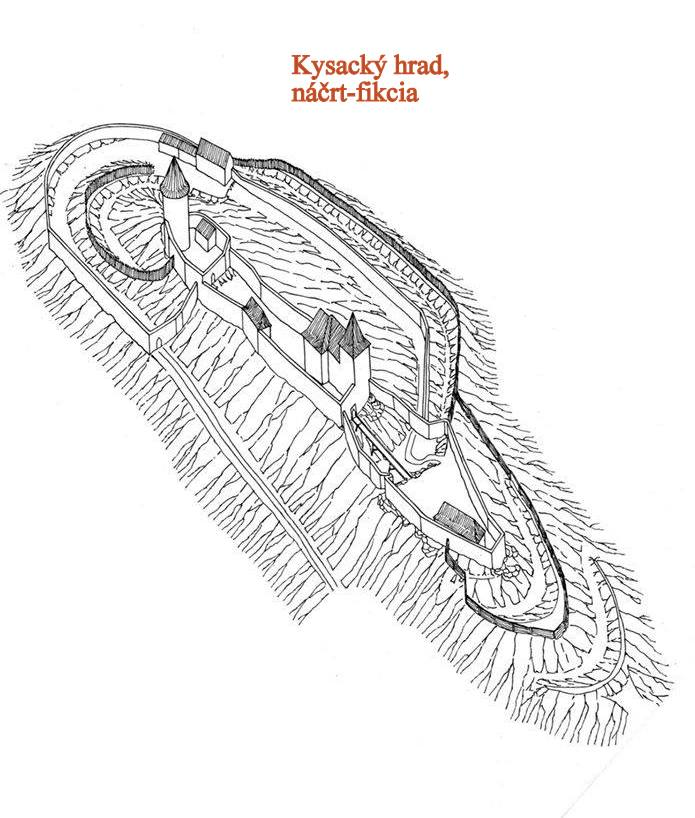
Hypotetická rekonstrukce podoby hradu

Za staveniště hradu byl zvolen vrcholový hřeben vrchu Hrad. Přístupová cesta nejprve vstoupila do menšího západního předhradí a severním úbočím, kde ji chránil val, pokračovala k východu, kde pravděpodobně vedla skrz bránu ve zdi přehrazující příkop do východního předhradí s trojúhelníkovým půdorysem. Na východní straně jej chrání dva ve svahu nad sebou umístěné příkop. Dva příčné příkopy také vymezovaly hradní jádro. Západní příkop je osmnáct metrů široký a deset metrů hluboký.
Jádro je dlouhé 62 metrů, ale jeho šířka 9–12,5 metru neumožnila vybudovat velkorysé obytné prostory, a proto vrchnost běžně bydlela v domě v Kysaku. Na západním okraji jádra stál okrouhlý bergfrit s průměrem 7,5 metru a na opačné straně stála pravděpodobně věžovitá stavba se s obdélným půdorysem a rozměry 8 × 5 metrů. V jejím sousedství se nacházela brána. Za věží stál trojprostorový palác. Podle listiny z roku 1439 byl palác podsklepený a věž obsahovala vytápěnou komoru.